# Ferenc Hatlaczky
Ferenc Hatlaczky, né le 17 janvier 1934 à Vecsés et mort le 8 septembre 1986 à Budapest, est un kayakiste hongrois pratiquant la course en ligne.

## Palmarès

### Jeux olympiques de canoë-kayak course en ligne
- 1956 à Melbourne,  Australie
  -  Médaille de bronze en K-1 10000m [1]